# Noi non ci saremo
Noi non ci saremo è un brano musicale scritto da Francesco Guccini, ma accreditato a Pontiack e Toni Verona in quanto l'autore non era iscritto alla SIAE. Il brano musicale fu pubblicato contemporaneamente  in due 45 giri Noi non ci saremo/Un riparo per noi e contemporaneamente Noi non ci saremo/Spegni quella luce e fu incluso nel loro primo album Per quando noi non ci saremo insieme ad altri pezzi dello stesso Guccini Per fare un uomo e Dio è morto. 
Nel febbraio del 1967 la canzone fu registrata da Francesco Guccini ed inserita nella raccolta Folk beat n. 1.

## Ispirazione e contenuto
E dai boschi e dal mare ritorna la vita,
e ancora la terra sarà popolata,
e fra notti e giorni il sole farà le mille stagioni
e ancora il mondo percorrerà
gli spazi di sempre per mille secoli almeno,
ma noi non ci saremo.»
(Francesco Guccini - Noi non ci saremo)
Lo stesso Guccini aveva ammesso di essersi ispirato a Bob Dylan, per il testo A Hard Rain's A-Gonna Fall e per l’armonia a "Mr. Tambourine Man". 
In quegli anni si era appena entrati nell'Era atomica e c'era in corso la guerra fredda, la Guerra del Vietnam, la Palestina in fiamme e Guccini prospetta uno scenario post-atomica. La morale è che, comunque vada, noi non ci saremo. E ipotizza un imprecisato scenario futuro, dove magicamente la vita tornerà. Tuttavia noi non ci saremo.